# Jean-Bertrand Pontalis
Jean-Bertrand Lefèvre-Pontalis, noto come J.-B. Pontalis e per gli amici Jibé (Parigi, 15 gennaio 1924 – Parigi, 15 gennaio 2013), è stato un filosofo, psicoanalista e scrittore francese.

## Biografia
Di famiglia alto-borghese, frequenta il Lycée Pasteur e il Lycée Henri-IV, quindi la Sorbonne, dove studia filosofia. Si impegna nei movimenti politici di sinistra, a seguito di Maurice Merleau-Ponty (che lo aiuta a entrare al Centre national de la recherche scientifique), quindi di Jean-Paul Sartre, che è stato suo docente. Scrive su "Les Temps modernes" e ne accede al comitato di redazione. Dopo aver insegnato in licei di Alessandria d'Egitto (1948-49), Nizza (1949-51) e Orléans (1951-52), diviene psicoanalista, seguendo Jacques Lacan (con cui è in analisi didattica dal 1953 al 1960 e di cui raccoglie i seminari del 1956-59).
Con Jean Laplanche, sotto la direzione di Daniel Lagache, Pontalis porta a termine nel 1967 la prima edizione del Vocabulaire de la psychanalyse, sintesi scientifica e successo editoriale tradotto in diverse lingue. Nel 1964 ha intanto partecipato alla fondazione dell'Association psychanalytique de France (APF) e inizia a insegnare all'École pratique des hautes études.
Dirige presso Gallimard la collana "Connaissance de l'inconscient". Nel 1970 fonda la rivista "Nouvelle Revue de psychanalyse" (NRP) con Didier Anzieu, André Green, Jean Pouillon, Guy Rosolato, Victor Smirnoff, Jean Starobinski, François Gantheret e Masud Khan, più tardi anche con Michel Schneider, Michel Gribinski e Laurence Kahn. La rivista chiude, dopo 50 numeri, nel 1994.
A partire dal 1980 pubblica opere letterarie. È convinto che esista "un'evidente analogia tra psicoanalisi e letteratura. Vediamo compiersi, sicuramente attraverso vie diverse [...] la stessa premessa: essere, per la prima volta, sentiti, riconosciuti, [...] e nello stesso movimento, avere paura di essere assorbiti dal pensiero e dal linguaggio".
Nel 1989 fonda e dirige la collana "L'Un et l'autre", ancora da Gallimard.
Nel 2011 riceve il Grand Prix de littérature de l'Académie française.

## Opere
- Après Freud, Paris: Julliard, 1965; 1993.
  - Dopo Freud, trad. Filippo Di Forti, Milano: Rizzoli, 1968.
- Vocabulaire de la psychanalyse, con Jean Laplanche, Paris: PUF, 1967; ultima ed., 2007.
  - Enciclopedia della psicanalisi, sotto la direzione di Daniel Lagache, ed. italiana a cura di Giancarlo Fuà, Biblioteca di Cultura Moderna n.654, Bari Laterza, 1968; 2 voll., Collana Universale nn.259-260, Laterza, 1973; Collana Biblioteca Universale n.4, Laterza, 1981, 1984, 1987, 6° ed. 1990, ISBN 978-88-420-1807-0; Nuova ed. a cura di Luciano Mecacci e Cynthia Puca, 2 voll., Collana Economica n.7, Laterza, 1993-2010, ISBN 978-88-420-4259-4; Collana Manuali, Laterza, 2008, ISBN 978-88-420-8432-7.
  -  Vocabolario della psicoanalisi, Nuova revisione a cura di Alberto Luchetti, Biblioteca di Psicoanalisi. Classici, Sesto San Giovanni, Mimesis, 2024, ISBN 979-12-223-0901-9.
- Entre le rêve et la douleur, Paris: Gallimard, 1977
  - Tra il sogno e il dolore, trad. Céline Menghi, Roma: Borla, 1988 ISBN 88-263-0473-4
- Loin, Gallimard, 1980
- Fantasme originaire, fantasmes des origines, origines du fantasme, con Jean Laplanche, Paris: Hachette, 1985; 1998
  - Fantasma originario, fantasmi delle origini, origini del fantasma, trad. Pina Lalli, Bologna: Il Mulino, 1988 ISBN 88-15-01776-3
- cura di Jean-Paul Sartre, Freud: una sceneggiatura, trad. Angelo Morino, Torino: Einaudi, 1985, ISBN 88-06-58057-4.
- L'Amour des commencements, Gallimard, 1986; 1994 (con un poscritto inedito)
  - L'amore degli inizi, trad. Céline Menghi, Roma: Borla, 1990 ISBN 88-263-0709-1
- Perdre de vue, Gallimard, 1988
  - Perdere di vista, trad. Céline Menghi, introduzione di Carlo Traversa, ed. italiana a cura di Alberto Luchetti, Roma: Borla, 1993 ISBN 88-263-0777-6
- La Force d'attraction, Paris: Le Seuil, 1990
  - La forza d'attrazioe, Roma-Bari: Laterza, 1992 ISBN 88-420-4031-2
- Détournement de la psychanalyse?, con altri, "Revue Le Débat" nº 79, 13 aprile 1994
- Un homme disparaît, Gallimard, 1996
- Ce temps qui ne passe pas, suivi de Le Compartiment de chemin de fer, Gallimard, 1997
  - Questo tempo che non passa, introduzione di Giovanni De Renzis, Roma: Borla, 1999 ISBN 88-263-1236-2
- L'Enfant des Limbes, Gallimard, 1998
  - Limbo. Un piccolo inferno più dolce, trad. Monica Miniati, Milano: Raffaello Cortina, 2000 ISBN 88-7078-637-4
- Fenêtres, Gallimard, 2000
  - Finestre, trad. Linda Ferri, Roma: e/o, 2001 ISBN 88-7641-451-7
- Anzieu, puis Didier, in Les Voies de la psyché. Hommage à Didier Anzieu, a cura di René Kaës, Paris: Dunod, 2000
- Bisexualité et difference des sexes (a cura di), Gallimard, 2000
- En marge des jours, Gallimard, 2002
- Traversée des ombres, Gallimard, 2003
- Le Dormeur éveillé, Paris: Mercure de France, 2004
- Frère du précédent, Gallimard, 2006 (Prix Médicis)
- Passé présent, con Jacques André, Françoise Coblence e Jeffrey Mehlman, Paris: PUF, 2007
- Elles, Gallimard, 2007
- Le Songe de Monomotapa, Gallimard, 2009
- En marge des nuits, Gallimard, 2010
- Un jour, le crime, Gallimard, 2011
  - Un giorno, il crimine, Roma: Borla, 2012 ISBN 978-88-263-1841-7
- Avant, Gallimard, 2012
- Le Laboratoire central. Entretiens, 1970-2012, Paris: Éditions de l'Olivier, 2012
- Freud avec les écrivains, con Edmundo Gómez Mango, Gallimard, 2012
- Marée basse, marée haute, Gallimard, 2013
- Œuvres littéraires, Gallimard (coll. Quarto), 2015 - contiene oltre a diversi già elencati:
  - L'enfance d'un autre
  - La maladie de Flaubert
  - Michel Leiris ou La psychanalyse sans fin
  - À propos de deux récits de Henry James
  - Préface à Joseph Conrad, Le Duel
  - À propos de Virginia Woolf
  - Paul Ambroise tel quel
  - Analayse d'un miracle (entretien avec Françoise Dolto)
  - L'homme immobile
  - L'inquiétude des mots
  - Instantanés
  - Le souffle de la vie
  - Entretien avec Michel de M'Uzan
  - Entretien avec Pierre Bayard
- Lo psicoanalista toccato in ciò che ignora. Intervista con Otto Hahn, in "Rivista di psicoanalisi", vol. 59, n. 1, 2013, pp. 91-98